# National Center for Missing & Exploited Children
Le National Center for Missing & Exploited Children (NCMEC) est une organisation non lucrative fondée en 1984 par le Congrès des États-Unis. Le NCMEC s'occupe d'affaires d'enfants disparus ou exploités, depuis la petite enfance jusqu'aux jeunes adultes de vingt ans.

## Histoire
Le National Center for Missing & Exploited Children est fondé en 1984 en réponse à de célèbres enlèvements d'enfants, comme l'affaire Adam Walsh en 1981 et l'affaire Etan Patz en 1979. La police ayant accès aux informations sur les voitures volées, les armes à feu volées et même les vols de chevaux grâce aux bases de données du FBI, des personnes ont estimé que ces informations devaient aussi devenir disponibles pour découvrir les enfants victimes d'abus et les réseaux qui les exploitent.
En 1984, le Congrès des États-Unis vote la loi Missing Children's Assistance Act, qui crée un Centre de ressources national et une chambre d'échanges d'informations sur les enfants disparus et exploités (National Resource Center and Clearinghouse on Missing & Exploited Children). Le 13 juin 1984, Ronald Reagan, président des États-Unis, inaugure officiellement le Centre, dirigé par les parents d'Adam Walsh (Revé et John Walsh) ainsi que d'autres défenseurs des enfants.
Le NCMEC est principalement financé par le département de la Justice des États-Unis. Il fonctionne comme un centre d'échange d'informations et de ressources pour les parents, les enfants, les organismes chargés de l'application de la loi, les écoles et les communautés afin de les aider à retrouver les enfants disparus ; sa mission consiste également à sensibiliser le public sur les moyens d'éviter l'enlèvement d'enfant, l'abus sexuel sur mineurs, la pédopornographie. John Walsh, Noreen Gosch et d'autres ont fait campagne pour l'ouverture de ce centre, car ils étaient frustrés de l'absence de ressources et de coordination nationale entre les agences gouvernementales. Le Centre propose des informations pour retrouver des enfants disparus — à cause d'un enlèvement parental, d'un enlèvement par des inconnus ou parce qu'ils ont fugué — ainsi que des programmes d'aide aux enfants victimes de maltraitances physiques et sexuelles.
En septembre 2013, la Chambre des représentants des États-Unis, le Sénat des États-Unis et le président des États-Unis reconduisent un financement de 40 millions de dollars pour le NCMEC dans le cadre de la loi Missing Children's Assistance Reauthorization Act of 2013 (H.R. 3092; 113th Congress).
Le 6 avril 2018, le magazine Forbes annonce que le département de la Justice a saisi et fermé le site Backpage.com, qui s'est plusieurs fois attiré les foudres du NCMEC, car il a régulièrement facilité la traite des êtres humains.

## International
En 1998, le conseil d'administration du NCMEC approuve la création d'une organisation sœur à l'échelle internationale : l'International Centre for Missing & Exploited Children (ICMEC),,,. L'ICMEC lutte contre l'exploitation sexuelle des enfants, la pédopornographie et les enlèvements d'enfants,. L'ICMEC ouvre officiellement ses portes en avril 1999.
D'après les données rassemblées par le National Center for Missing & Exploited Children, entre 2011 et 2015, 45 % des enfants signalés comme disparus en Amérique sont retrouvés après six à onze mois ; 27 % après un à deux ans ; 19 % après deux à cinq ans ; 5 % après six à dix ans ; 3 % après 11 à 20 ans ; et seulement 1 % des enfants portés disparus sont retrouvés après au moins 20 années.
L'ICMEC collabore avec Interpol, l'Organisation des États américains et la conférence de la Haye de droit international privé.